# 瑞耶奈
瑞耶奈（法語：Juillenay，法語發音：[ʒɥijnɛ]）是法国科多尔省的一个市镇，属于蒙巴尔区。

## 地理
瑞耶奈（47°21'36"N, 4°16'34"E）面积5.53 平方千米，位于法国勃艮第-弗朗什-孔泰大區科多尔省，该省份为法国中东部省份，北起奥布省，西接涅夫勒省和约讷省，南至索恩-卢瓦尔省，东南接汝拉省，东临上索恩省，东北部与上马恩省接壤。
与瑞耶奈接壤的市镇（或旧市镇、城区）包括：艾西苏蒂勒、维克苏蒂勒、拉库尔达尔瑟奈、欧苏瓦地区蒙莱。

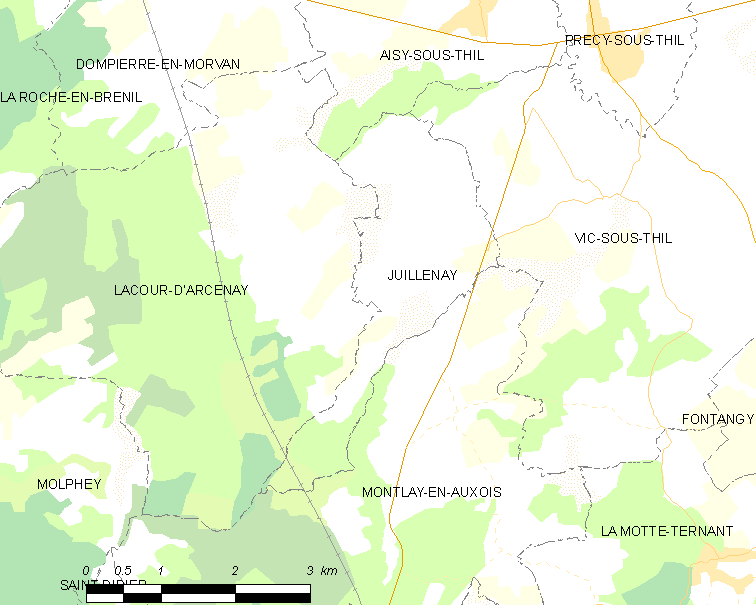
瑞耶奈的OSM定位图

瑞耶奈的时区为UTC+01:00、UTC+02:00（夏令时）。

## 行政
瑞耶奈的邮政编码为21210，INSEE市镇编码为21328。

## 政治
瑞耶奈所属的省级选区为欧苏瓦地区瑟米尔县。

## 人口

1962-2008年间瑞耶奈人口变化图示

瑞耶奈于2022年1月1日时的人口数量为52人。